# Barberini
För andra betydelser, se Barberini (olika betydelser).

Ätten Barberinis vapen.

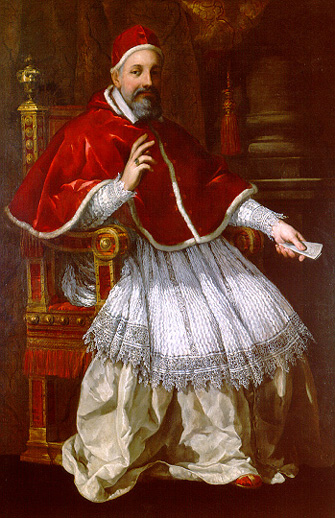
Maffeo Barberini – påve Urban VIII.

Barberini var en romersk furstesläkt, som ursprungligen hette Tafani och sedan tog namn efter staden Barberino Val d'Elsa i Toscana.
Grunden till släktens makt och anseende lades av Maffeo Barberini (1568–1644), som 1623 blev påve under namnet Urban VIII. Denne bortslösade rikedomar och äreställen på sina släktingar, i synnerhet sin bror Carlos tre söner, Francesco, Taddeo och Antonio. För Urbans efterträdare och personlige fiende, Innocentius X, måste dock de tre bröderna fly till Frankrike. Taddeo, som förut varit prefekt i Rom, avled i Paris 1647, men Francesco och Antonio försonade sig efter någon tid med påven och återvände till Italien. Den förre, vilken 1623 blivit kardinal, dog 1679 som kardinalkollegiets dekan. Den senare, kardinal 1628, vid 20 års ålder, blev 1631 hertig av Urbino och under landsflykten i Frankrike först biskop av Poitiers, sedan ärkebiskop av Reims. År 1661 blev han kardinalbiskop av Palestrina och dog 1671.
Ätten utslocknade på manssidan 1738.
En ättling till Taddeo, Cornelia Barberini, blev 1728 gift med Giulio Cesare Colonna, och därigenom fick ätten Colonna alla de barberinska familjegodsen, mot villkor att foga släktens namn och vapen (tre bin) till sitt eget. Från deras båda söner härstammade de romerska släkterna Colonna di Sciarra och Barberini-Colonna, av vilka den senare 1889 utslocknade på svärdssidan med Enrico Barberini Colonna. Hans måg Luigi Sacchelli, furste av Palestrina, upptog dock med kunglig tillåtelse namnet Barberini.
Släkten gjorde sig känd som understödjare av konst och vitterhet. Urban och Antonio var själva diktare. Francesco stiftade barberinska biblioteket, som ännu i dag är det rikaste i Rom på handskrifter. På nordvästra sluttningen av Quirinalen byggdes Palazzo Barberini, det största palatset i Rom och Vatikanstaten, näst Vatikanen, och residens för släkten Barberini-Colonna samt ännu rikt på konstverk (Rafaels Fornarina med flera), fastän många sådana blivit sålda till utlandet, såsom Barberinske faunen (till München) och Portlandvasen (till British Museum). Till uppförande av detta palats lär mycket av Roms antika monument och byggnader ha använts.